# Puplinge
Puplinge – gmina (fr. commune; niem. Gemeinde) w Szwajcarii, w kantonie Genewa.

## Demografia
W Puplinge mieszka 2 488 osób. W 2020 roku 23,7% populacji gminy stanowiły osoby urodzone poza Szwajcarią.

## Transport
Przez teren gminy przebiega droga główna nr 115.